# 陳守元
陳守元（？—935年），號洞真先生，閩國福州人，為閩王朝的著名道士（天師）、國師，臨水夫人的堂兄，倡導寶皇君（仙人王霸）信仰，建道觀寶皇宮，閩太宗與閩康宗時期參與閩國朝政，受到兩位帝王的信任，無言不從，為當時閩國國內權臣。後受臨水夫人影響，兼修閭山派，故閩人尊為閭山陳法師。

## 生平
閩太宗為人迷信神鬼與道家之說，陳守元因此為其所信任，太宗更建造寶皇宮讓陳守元擔任宮主。陳守元曾向太宗提出建言，預示若太宗暫時離開王位，往後的六十年將都是皇帝天子，太宗聽信並讓王繼鵬暫時登上王位，然後在復位後稱帝，國號「大閩」。太宗死後，康宗亦拜陳守元為天師。935年，閩國武臣朱文進與連重遇起兵叛亂，誅殺閩國皇室五十餘人，而陳守元也在動亂中兵解。

## 法师亭
法师亭位于福州市台江区苍霞洲星安桥南岸法师巷内，始建于明代（一称建于五代）。供奉主神為閭山陈法师（陳守元）。